# پی (فیلم)
پی یا پی-باور به آشفتگی (به انگلیسی: {\displaystyle \pi }-faith in chaos) فیلمی سورئالیستی و تریلر روانشناسانه به کارگردانی دارن آرونوفسکی است که در سال ۱۹۹۸ منتشر شد و توانست جوایز جشنواره فیلم ساندنس و جایزه ایندپندنت اسپیریت برای بهترین فیلم‌نامه را ببرد. نام این فیلم از عدد پی گرفته شده است.

## داستان
داستان دربارهٔ یک نابغه ریاضی به نام ماکسیمیلیان کوهن است که در نظریه اعداد کار می‌کند و اعتقاد دارد که جهان از عدد ساخته شده است. مکس از سردرد خوشه ای، پارانویای شدید، توهم و اختلال اضطراب اجتماعی رنج می‌برد.
او برای بدست آوردن قابلیت پیش‌بینی بازار بورس از یک ابرکامپیوتر به نام «ایوکلید» (اقلیدس) استفاده می‌کند که معادلاتی را که بر اساس چند میلیارد متغیر درست کرده است حل کند. سر و کار ماکسیمیلیان رفته رفته با چند روحانی کابالا می‌افتد که اعتقاد دارند از طریق ریاضی می‌توان به اسم اعظم خداوند پی برد. وی این مفهوم را پیگیری می‌کند و…

## بازیگران[۱]
- شان گولت در نقش ماکسیمیلیان کوهن، نابغه ریاضی
- مارک مارگولیس در نقش سل رابسون، مربی ماکس که تحقیقاتش را در مورد عدد پی از ترس خودکشی رها کرد.
- بن شنکمن در نقش لنی میر، که ماکسیمیلیان را با چند روحانی ارشد خود که در حیطه کابالا فعالند آشنا می‌کند.
- پاملا هارت در نقش مارسی داوسن، نماینده یک شرکت سرمایه‌گذاری که به تحقیقات ماکسیمیلیان علاقه دارد.
- استیون پرلمن در نقش ربی کوهن.

## ریاضیات وπ{\displaystyle \pi }
این فیلم خطاهای ریاضی زیادی دارد:
- در این فیلم مستطیل طلایی نمایش داده شد({\displaystyle a} و {\displaystyle b} به ترتیب ضلع بزرگ و کوچک هستند) با {\displaystyle {\frac {a}{b}}={\frac {a}{a+b}}}. این معادله برای اعداد غیر از صفر جواب ندارد بلکه معادله درست آن، یا نسبت طلایی این است: {\displaystyle {\frac {a}{b}}={\frac {a+b}{a}}}.
- حرف یونانی {\displaystyle \theta \,} (تتا) نمایش داده شد برای نسبت طلایی در صورتی که درست آن {\displaystyle \varphi } (فی) است.
- در فیلم ماکس دو عدد از اوایل سری فیبوناچی (۲۳۳ و ۱۴۴) را به عنوان نسبت طلایی مطرح می‌کند در صورتی که در واقعیت این اعداد نزدیک به نسبت طلایی هستند و نسبت طلایی در صورت میل کردن اعداد به بی‌نهایت درست در می‌آید.
- و اشتباه دیگر این است که در فیلم عددی با آورده می‌شود و گفته می‌شود این عدد ۲۱۶ رقم دارد ولی در اصل این عدد ۲۱۸ رقم دارد. عدد معرفی شده عبارت است از:

۹۴۱۴۳۲۴۳۴۳۱۵۱۲۶۵۹۳۲۱۰۵۴۸۷۲۳۹۰۴۸۶۸۲۸۵۱۲۹۱۳۴۷۴۸۷۶۰۲۷

۶۷۱۹۵۹۲۳۴۶۰۲۳۸۵۸۲۹۵۸۳۰۴۷۲۵۰۱۶۵۲۳۲۵۲۵۹۲۹۶۹۲۵۷۲۷۶۵۵۳

۶۴۳۶۳۴۶۲۷۲۷۱۸۴۰۱۲۰۱۲۶۴۳۱۴۷۵۴۶۳۲۹۴۵۰۱۲۷۸۴۷۲۶۴۸۴۱۰۷۵

۶۲۲۳۴۷۸۹۶۲۶۷۲۸۵۹۲۸۵۸۲۹۵۳۴۷۵۰۲۷۷۲۲۶۲۶۴۶۴۵۶۲۱۷۶۱۳۹۸۴

۸۲۹۵۱۹۴۷۵۴۱۲۳۹۸۵۰۱